# Clan Anstruther
Pour les articles homonymes, voir Anstruther (homonymie).
 (janvier 2021).
La mise en forme du texte ne suit pas les recommandations de Wikipédia : il faut le « wikifier ».
Les points d'amélioration suivants sont les cas les plus fréquents :
- Les titres sont pré-formatés par le logiciel. Ils ne sont ni en capitales, ni en gras.
- Le texte ne doit pas être écrit en capitales (les noms de famille non plus), ni en gras, ni en italique, ni en « petit »…
- Le gras n'est utilisé que pour surligner le titre de l'article dans l'introduction, une seule fois.
- L'italique est rarement utilisé : mots en langue étrangère, titres d'œuvres, noms de bateaux, etc.
- Les citations ne sont pas en italique mais en corps de texte normal. Elles sont entourées par des guillemets français : « et ».
- Les listes à puces sont à éviter, des paragraphes rédigés étant largement préférés. Les tableaux sont à réserver à la présentation de données structurées (résultats, etc.).
- Les appels de note de bas de page (petits chiffres en exposant, introduits par l'outil «  Source ») sont à placer entre la fin de phrase et le point final[comme ça].
- Les liens internes (vers d'autres articles de Wikipédia) sont à choisir avec parcimonie. Créez des liens vers des articles approfondissant le sujet. Les termes génériques sans rapport avec le sujet sont à éviter, ainsi que les répétitions de liens vers un même terme.
- Les liens externes sont à placer uniquement dans une section « Liens externes », à la fin de l'article. Ces liens sont à choisir avec parcimonie suivant les règles définies. Si un lien sert de source à l'article, son insertion dans le texte est à faire par les notes de bas de page.
- La présentation des références doit suivre les conventions bibliographiques. Il est recommandé d'utiliser les modèles {{Ouvrage}}, {{Chapitre}}, {{Article}}, {{Lien web}} et/ou {{Bibliographie}}. Le mode d'édition visuel peut mettre en forme automatiquement les références.
- Insérer une infobox (cadre d'informations à droite) n'est pas obligatoire pour parachever la mise en page.

Pour une aide détaillée, merci de consulter Aide:Wikification.
Si vous pensez que ces points ont été résolus, vous pouvez retirer ce bandeau et améliorer la mise en forme d'un autre article.
Le clan Anstruther est un clan Écossais.

## Histoire

### Origine du nom
Le clan est originaire de la ville d'Anstruther, du gaélique "an" (le) + "sruthair" (petit ruisseau)

### Origine du clan
Alexandre Ier d'Écosse confia les terres d'Anstruther à Guillaume de Candela au début du XIIe siècle. Il y a plusieurs hypothèses sur son origine, elles pointent en général vers les Normands d'Italie. Il est reconnu que Guillaume le Conquérant requit l'aide de Guillaume, comte de Candela, qui envoya son fils.
Le fils de Guillaume de Candela, aussi nommé Guillaume, fut l'un des bienfaiteurs des moines de l'Abbaye de Balmerino. Aujourd'hui le site est occupé par le musée écossais de la pêche. La génération suivante, celle d'Henri, ne se fit plus appeler de Candela, et fut stylisé comme "Henricus de Aynstrother dominus ejusdem".
Henri Anstruther accompagna Louis IX en croisade et jura fidélité à Édouard Ier d'Angleterre en 1292 et 1296.

### XVeetXVIesiècles
En 1483, Andrew Anstruther of Anstruther affirma ses droits sur la baronnie et combattit les Anglais à la bataille de Flodden en 1513 durant les guerres Anglo-Écossaises. Andrew Anstruther épousa Christina Sandilands, une descendante de la Princesse Jeanne d'Écosse, fille de Robert II. Son second fils, David, combattit à Pavie en 1525, au service de François Ier, dans le régiment Écossais de l'armée Française. Cette lignée s'éteignit en 1928 à la mort du dernier Baron d'Anstrude.
L'arrière-arrière-arrière petit-fils d'Andrew Anstruther, Sir James Anstruther, fut choisi comme compagnon d'enfance de Jacques VI, qui le fit nommer maître sculpteur héréditaire,, titre toujours possédé par la famille aujourd'hui. En 1595, il devint Maitre de La Maison ("du Roi").

### XVIIesiècleet guerre civile
Guillaume, le fils ainé de Sir James Anstruther, accompagna son père à Londres après l'union des couronnes (1603) et fut fait Chevalier de l'Ordre du Bain. Le second fils de Sir James, Sir Robert, fut un diplomate au service de James I et Charles I.
Sir Philippe Anstruther, le second fils de Sir Robert combattit pour les Royalistes durant la guerre civile, et reçu Charles II à Dreel après son couronnement à Scone en 1651. Philippe Anstruther fut, plus tard, fait prisonnier après la bataille de Worcester en 1651,. Il fut exclu de l'acte de grâce de Cromwell et ses terres furent confisquées. Elles lui furent rendues après la restauration de Charles II. Le frère de Philippe, Sir Alexander Anstruther, épousa l'honorable Jean Leslie, fille du général David Leslie, Lord Newark.

## Chef du clan
Actuellement, le chef du clan Anstruther est Tobias Alexander Campbell Anstruther of that Ilk of Balcaskie, le plus jeune fils de Sir Ian Anstruther,.

## Châteaux
Le siège du clan est situé à Balcaskie dans le Fife, le château fut construit vers 1670 par Sir William Bruce. Airdrie House et Newark Castle appartiennent aussi aux Anstruther.